# Interview (Album)
Interview (Alternativtitel ĭn′terview) ist das achte Studioalbum der britischen Progressive-Rock-Band Gentle Giant. Es wurde 1976 auf Chrysalis Records und in den USA und Kanada auf Capitol Records veröffentlicht.
Es ist ein als Radiointerview konzipiertes Konzeptalbum. Drei der Stücke enthalten im Studio inszenierte kurze Interviewabschnitte. Der Titelsong ist in der Art von Frage- und Antwort-Dialogen angelegt, die von Gesprächen mit der Musikpresse inspiriert waren. Die Titel machen sich auf satirische und subversive Weise über die Zustände in der Musikindustrie, und insbesondere über dumme Fragen lustig, die Rockstars immer wieder gestellt werden, um ein Image für die Vermarktung zu schaffen.
Wie sein Vorgängeralbum Free Hand wurden die Stücke 1976 neben der üblichen Stereoversion auch in 4-Kanal-Quadrofonie abgemischt, die zunächst jedoch nicht verwendet wurde. Erst 2012 erschien die 4-Kanal-Aufnahme schließlich auf DVD mit einer Codierung der Mehrkanalformaten in LPCM, DTS und Dolby Digital Surround Sound.
Das Schallplattencover wurde von Geoff Allman entworfen und als Airbrush von Chris Clover umgesetzt. Es zeigt einen blassen Lexikoneintrag des Begriffes „ĭn′terview“ vor einem bewölkten Himmel mit Regenbogen und dem Frakturschriftzug „Gentle Giant“ in Regenbogenfarben.

## Titelliste
Alle Titel wurden von Kerry Minnear, Derek Shulman, und Ray Shulman geschrieben.
| Nr. | Titel        | Gesang                                                     | Länge |
| --- | ------------ | ---------------------------------------------------------- | ----- |
| 1.  | Interview    | Derek Shulman (Verse), John Weathers (Bridte)              | 6:54  |
| 2.  | Give It Back | Derek Shulman                                              | 5:12  |
| 3.  | Design       | Kerry Minnear, Derek Shulman, Kerry Minnear, John Weathers | 5:00  |

| Nr. | Titel          | Gesang                                                      | Länge |
| --- | -------------- | ----------------------------------------------------------- | ----- |
| 1.  | Another Show   | Derek Shulman                                               | 3:29  |
| 2.  | Empty City     | Ensemble (Verse), Derek Shulman (Chor)                      | 4:23  |
| 3.  | Timing         | Derek Shulman                                               | 4:52  |
| 4.  | I Lost My Head | Kerry Minnear (erste Hälfte), Derek Shulman (zweite Hälfte) | 6:57  |

| Nr. | Titel                                                                       | Länge |
| --- | --------------------------------------------------------------------------- | ----- |
| 8.  | Interview (Aufgenommen am 3. Juli 1976 im Calderone Theater, Hempstead, NY) | 6:31  |

## Besetzung
- Gary Green – E-Gitarre (1, 2, 4–7), Akustikgitarre (5, 7), Altblockflöte (7), Begleitgesang
- Kerry Minnear – Minimoog (1, 2, 4, 6, 7), Piano (1, 4–6), Hammondorgel (1, 2, 4, 6), Clavinet (1, 2, 4, 5), E-Piano (1, 2, 5), Synthesizer (1, 5), Rocky Mount Electra Piano (2, 7), Clavichord (2, 7), Marimba (2), Perkussion (3), Gesang (3, 7), Begleitgesang
- Derek Shulman – Gesang, Altsaxophon (5, 6), Perkussion (3)
- Ray Shulman – E-Bass (1, 2, 4–7), Elektrische Geige (5, 6), Violine (7), Zwölfsaitige Gitarre (5), Perkussion (3), Begleitgesang
- John Weathers – Schlagzeug, Tamburin (4, 7), Perkussion (3), Zimbeln (1), Kuhglocke (1, 2), Cabasa (2), Güiro (2), Gong (7), Begleitgesang, Gesang (1)
- Phil Sutcliffe – Interviewsprecher (1, 3, 6, 7)

### Technik
- Gentle Giant – Produktion
- Geoff Allman – Artdirector Coverdesign
- Chris Clover – Airbrush Covermotiv
- Paul Northfield – Toningenieur
- Ken Thomas – Tonassistenz

## Rezeption

### Rezensionen
Udo Gerhards vom Progressive-Rock-Musik-Portal Babyblaue Seiten meint: „Das achte Gentle Giant-Studio-Album entstand unter grossem Zeitdruck in nur vier Wochen … Unter dieser Voraussetzung ist Interview eigentlich ein exzellentes Album. Dennoch wird es i.A. als der Startpunkt des Anfangs vom Ende von Gentle Giant gesehen.“ Zu den Hintergründen des Albumkonzepts merkt er an: „Dem Titel gerecht finden sich zwischen den Songs immer wieder Fetzen eines Interviews; die Band hat wohl gerade in England unter dem Unverständnis der Presse gelitten …“ Christian Rohde hält es für eines der meist unterschätzten Alben der Band, das: „…vom harten Leben des erfolglosen Musikers handelt. Man ahnt, dass die Band hier erstmals wirklich das Gefühl hat, dass sich ihre Musik überlebt hat, aber musikalisch bleibt sie noch im klassischen Rahmen.“

### Charterfolge
Das Album war kommerziell weniger erfolgreich als sein Vorgänger Free Hand. Es erreichte 1976 Platz 56 der Kanadischen Albumcharts, Platz 39 der Schwedischen, Platz 137 der US-Billboard 200 und Platz 19 der Norwegischen Albumcharts.